# Andrea Commodi

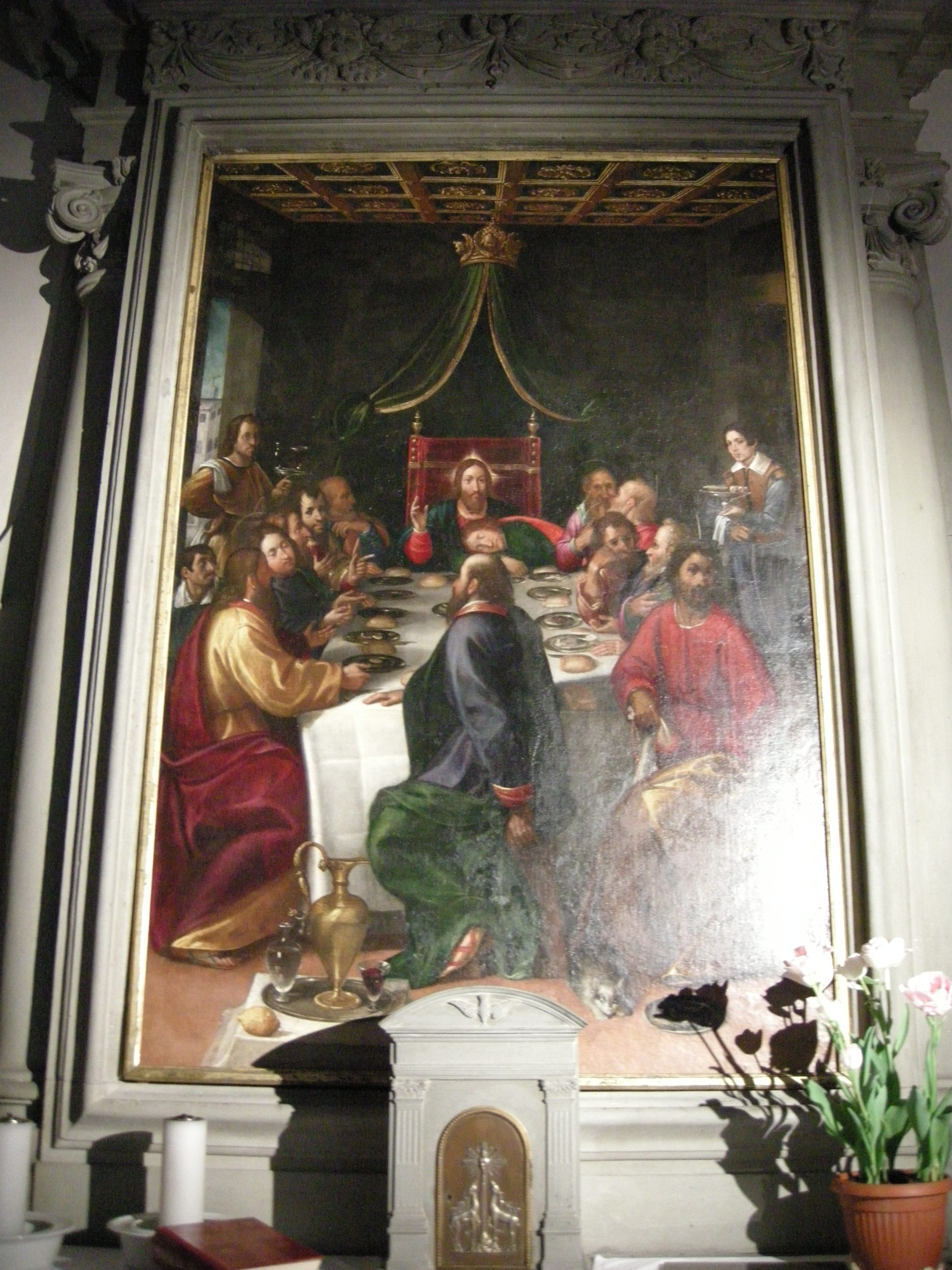
"Última cena" (1615) de Adrea Commodi.

Andrea Commodi (1560-1638) fue un pintor italiano de la primera época barroca.
Nacido en Florencia, pero principalmente activo en Roma, fue alumno del pintor y arquitecto Cigoli. Se conservan de su autoría varios frescos en la sacristía de la iglesia San Carlo ai Catinari y una 'Caída de los Ángeles' que se encuentra ahora en la galería de la Academia de Bellas Artes de Florencia. Uno de sus alumnos fue un joven Pietro da Cortona, que se trasladó a Roma y se convirtió en una de las grandes figuras del barroco italiano. Otro alumno notable fue Giovanni Battista Stefaneschi (1582-1659).